# Курултай крымскотатарского народа
Курулта́й крымскотата́рского наро́да (крымскотат. Qırımtatar Milliy Qurultayı, Къырымтатар Миллий Къурултайы — дословно, «Крымскотатарский Национальный Съезд», укр. Курултай кримськотатарського народу) — форма национальной общественно-политической организации крымских татар, претендует на полномочное представительство крымскотатарского народа (согласно действующему «Регламенту Курултая крымскотатарского народа», Курултай представляет собой «национальный съезд, высший представительный полномочный орган крымскотатарского народа»).

## Статус
Согласно действующему «Регламенту Курултая крымскотатарского народа», делегаты Курултая избираются крымскими татарами и членами их семей, независимо от национальности, постоянно проживающими на территории Украины, и крымскими татарами и членами их семей — гражданами Украины, независимо от места проживания. Срок полномочий состава Курултая — 5 лет. В состав Курултая входит 250 делегатов, избираемых в два этапа по смешанной мажоритарно-пропорциональной системе из кандидатов, выдвигаемых по спискам общественных организаций и их блоков.
Официальным языком Курултая является крымскотатарский язык.
Согласно действующему «Регламенту Курултая крымскотатарского народа», Курултай уполномочен принимать решения по всем существенным вопросам общественно-политической, социально-экономической, культурной и других сторон жизни народа. Решения Курултая обязательны для всей системы национального представительства и самоуправления крымскотатарского народа, включающей Меджлис крымскотатарского народа, региональные и местные меджлисы, комитеты содействия возвращению крымских татар.
Сессии Курултая созываются не реже одного раза в 2,5 года.
Курултай формирует Меджлис крымскотатарского народа — высший полномочный представительно-исполнительный орган крымскотатарского народа в период между сессиями Курултая.
В настоящее время действует Курултай пятого созыва, избранный в 2007 году.
Деятельность Курултая и его органов финансируется за счёт добровольных пожертвований и поступлений от юридических и физических лиц.

## Первый Курултай
Февральская революция 1917 года в России привела к активизации национальных движений на всей территории страны. 25 марта 1917 года в Симферополе был созван Всекрымский мусульманский съезд. Съезд избрал Временный Крымско-Мусульманский Исполнительный Комитет (Мусисполком, ВКМИК), главой которого был избран Номан Челебиджихан (Челеби Челебиев).
1-2 октября 1917 года (по старому стилю) на съезде представителей крымскотатарских организаций, созванном Мусисполкомом, было принято решение о том, что в сложившейся политической ситуации вопрос о дальнейшей судьбе Крыма должен решать Курултай крымских татар. 17 (30) ноября состоялись выборы делегатов. Курултай открылся 26 ноября (9 декабря) в Ханском дворце (Бахчисарай). Он взял на себя все полномочия Мусульманского исполкома, провозгласил создание Крымской Народной Республики, принял её Конституцию и государственную символику, после чего объявил себя парламентом Крымской Народной Республики. Номан Челебиджихан возглавил правительство.

### КонституцияКрымской Народной Республики
Статья 1 – Курултай признает волю каждой нации на самоуправление.
Статья 2 – Волеизъявление татарской нации для управления ее жизнедеятельности признает дальнейшую деятельность Курултая, избранного на основе тайного, свободного, открытого, прямого голосования женщин и мужчин.
Статья 3 – Члены Курултая избираются один раз в три года.
Статья 4 – Заседание Парламента созываются самим парламентом. Для созыва чрезвычайных (внеочередных) заседаний требуется запрос не менее одной трети членов президиума.
Статья 5 – Член Татарского парламента является неприкосновенной личностью и освобожден от обязательной военной повинности.
Статья 6 – Парламент обязан выработать законы, привлекающие татарскую нацию к участию в научной, религиозной, юридической, воинской, финансовой, политической деятельности, при необходимости к участию в работе торговли, земледелия, промышленности. Парламент для каждой из этих сторон деятельности создает отдельные (специальные) комиссии.
Статья 7 – Курултай, признавая полную самостоятельность законодательной власти, исполнительной власти, юридической власти признает самостоятельность каждого управления (отдела) Национального правления в пределах своей деятельности.
Статья 8 – Для систематического управления национальными делами татарского народа необходимы не только отдельные законы для каждого отдела, но и отдельные исполнительные органы. Татарское Национальное правление состоит из управления просвещения, религии, финансов, земледелия, юстиции, внешних сношений и главного управления.
а) Управление просвещения: ведает всеми национальными учебными заведениями (мектебы, медресе), определяют взаимоотношения между татарскими и всеми культурно-просветительными учреждениями в Крымской Народной республике и совместно с выборными просветительными учреждений.
б) Религиозное управление: занимается вопросами соблюдения законов шариата, вопросами веры и вероисповедания татарского народа.
в) Управление финансов и земледелия занимается вопросами сбора налогов, подготовкой национального бюджета с последующим представлением в парламент. В Финансовом управлении должен быть отдел по земельной реформе, по обустройству экономической жизни татар, проживающих на землях вакуфа, т. е. религиозного управления.
г) Управление юстиции: выполняет гражданское судопроизводство на основе шариата, национальных обычаев и общественной жизни татар. Исходя из этого Муфтият упраздняется, вместо него учреждается Управление юстиции.
д) управление внешних и внутренних сношений: открывает специальные отделы для укрепления взаимоотношений татарского народа с организациями городов и земств, военного дела, а также для укрепления политических, культурных, экономических, общественных отношений с другими народами.
е) Национальное правление: контролирует соблюдение и исполнение принятых законов, являющихся основополагающими в работе всех управлений, доводит их до всей нации.
Статья 9 – Каждое управление Национального правления обязано представлять в парламент для утверждения подготовленные собственные законопроекты в установленном порядке.
Статья 10 – Председатели управлений, т. е. исполнительный комитет, избираются из числа членов парламента председателем Национального правления, при поддержке большинства голосов членов парламента. Подотчетны только парламенту.
Статья 11 – Парламент имеет право, по требованию одной четвертой депутатов и фракций, состоящих не менее чем из десяти человек, сделать запрос от Национального правления и Исполнительного комитета.
Статья 12 – Курултай, признавая структуры правления каждого края, поддержанные абсолютным большинством голосов живущего там населения, находит, что форма правления в Крыму может быть определена Крымским учредительным собранием.
Статья 13 – Принимая меры для созыва Крымского Учредительного собрания Курултай признает, что вопросы, относящиеся к жизни края, как финансовые, политические и земельные, могут быть решены только Крымским Учредительным собранием после созыва такового.
Статья 14 – Курултай признает необходимым, при обсуждении политических вопросов в Крымском Учредительном собрании, направить туда уполномоченных Татарского парламента.
Статья 15 – Курултай признает приоритетное, по отношению к дипломатии, право народов Крыма решать свою судьбу и вопросы мирного сосуществования волеизъявлением самого народа через своих представителей на конференциях разного уровня.
Статья 16 – Свобода личности, выбора места жительства, свобода слова, совести, союзов, печати, собраний, стачек и страхования, а также национального права и политика малочисленных народов обеспечиваются основным законом жизни и деятельности крымскотатарской нации – Конституции составляющей основу объявленной Курултаем Народной республики.
Статья 17 – Курултай ликвидирует такие звания, имеющие место в Крыму среди татар, как-то: мурзы, бейство, челебийство, духовенство, дворянство, княжество, поселянство, а также предоставляемые им льготы.
Статья 18 – Курултай признает равноправие людей, утверждает равноправие женщин и мужчин и поручает парламенту на основе этого равноправия принять соответствующие законы.

## Современный Курултай
Второй курултай был созван уже в 1991 году, через два года после начала массового возвращения крымских татар из мест, в которых они проживали после депортации 1944 года.
С 31 июля по 2 августа 2015 года в Анкаре (Турция) прошло второе заседание Всемирного конгресса крымских татар.